# Epilobium rivulare
Epilobium rivulare là một loài thực vật có hoa trong họ Anh thảo chiều. Loài này được Wahlenb. mô tả khoa học đầu tiên năm 1820.